# راکویل (ایندیانا)
راکویل (به انگلیسی: Rockville) یک منطقهٔ مسکونی در ایالات متحده آمریکا است که در ناحیه ادامز، شهرستان پارک، ایندیانا واقع شده‌است. راکویل ۳٫۸۷ کیلومتر مربع مساحت و ۲٬۶۰۷ نفر جمعیت دارد و ۲۱۷ متر بالاتر از سطح دریا قرار دارد.